# Soms (Josylvio)
Soms is een lied van de Nederlandse rapper Josylvio in samenwerking met rapper Antoon. Het werd in 2022 als single uitgebracht en stond in hetzelfde jaar als zestiende track op het album Vallen en opstaan van Josylvio. 

## Achtergrondinformatie
Soms is geschreven door Valentijn Verkerk en Joost Theo Sylvio Yussef Abdelgalil Dowib en geproduceerd door Antoon. Het is een nummer uit het genre nederhop. Het is een lied dat gaat over het zijn bij een meisje en dan niet nadenken over andere dingen. Het is niet de eerste keer dat de twee artiesten met elkaar samenwerken; eerder in 2022 waren ze samen te horen op Remedy.

## Hitnoteringen
De artiesten hadden bescheiden succes met het lied in de hitlijsten van Nederland. Het piekte op de 21e plaats van de Single Top 100 en stond zeven weken in deze hitlijst. De Top 40 werd niet bereikt; het lied bleef steken op de tiende plaats van de Tipparade. 